# 上蔡县
上蔡县位于中华人民共和国河南省中南部，是驻马店市下辖的一个县。縣人民政府駐蔡都大道129號。

## 行政区划
上蔡县下辖4个街道办事处、13个镇、9个乡：
蔡都街道、芦岗街道、重阳街道、卧龙街道、黄埠镇、杨集镇、洙湖镇、党店镇、朱里镇、华陂镇、塔桥镇、东洪镇、邵店镇、五龙镇、和店镇、韩寨镇、蔡沟镇、大路李乡、无量寺乡、杨屯乡、齐海乡、崇礼乡、东岸乡、小岳寺乡、西洪乡和百尺乡。

## 人口
截至2020年11月1日，全國第七次人口普查數據顯示：上蔡縣常住人口1005745人。

## 交通
- 230国道、 345国道过境。

## 名胜古迹
- 蔡国故城：位于县城周围，属西周至春秋时期的一座历史名城，是保存较为完整的先秦列国都城之一，为西周时期的蔡叔度及其子蔡仲所建。

## 历史名人
- 李斯
- 桓宽
- 翟方进
- 谢良佐
- 程元章，清朝安徽巡抚、浙江总督、浙江巡抚、漕运总督、吏部侍郎